# Battaglia di Otricoli
La battaglia di Otricoli fu uno scontro avvenuto il 9 dicembre 1798 nel contesto della guerra della Seconda coalizione. Le truppe francesi del generale Etienne MacDonald sconfissero le truppe napoletane del generale Heinrich Metsch, costringendo poi i superstiti ad una resa presso Calvi dell'Umbria.

## Contesto storico
L'arrivo di Bonaparte al comando dell'Armata d'Italia aveva definitivamente rotto gli equilibri che avevano caratterizzato gli scontri nell'Italia settentrionale. La sua energia, il suo carisma ed il suo genio militare avevano permesso ai repubblicani di respingere le truppe sabaude ed imperiali, permettendo la nascita di diverse repubbliche nella Pianura Padana e non solo.
Anche lo Stato Pontificio non fu risparmiato dalla campagna del generale corso: invaso in gennaio e febbraio del 1797, dopo aver tentato una breve resistenza a Faenza, fu sconfitto e costretto alla resa.
Il Regno di Napoli era forze l'unica potenza regionale a non essere ancora stata toccata dalla furia dei rivoluzionari: con un trattato del 1796, i Borboni avevano ottenuto una pace con i francesi, impegnandosi, almeno momentaneamente, a limitarsi al ruolo di spettatori.

## Antefatti
La situazione politica in Italia era decisamente delicata e andava deteriorandosi. La Francia, che aveva vinto il conflitto ed aveva esportato i propri ideali rivoluzionari, intendeva fare dell'Italia, debole e frammentata, il prossimo obiettivo.
I Borboni, alimentati da sentimenti fortemente anti-rivoluzionari e convinti dalle parole di lady Hamilton, si allearono segretamente con l'Austria il 19 maggio 1798 e progettarono di entrare in guerra con i francesi, sotto il pretesto di voler ripristinare il ruolo del Papa come legittimo sovrano.  L'occupazione francese di Malta non fece altro che alimentare la determinazione dei Borboni ad entrare in guerra.

Gli austriaci inviarono il generale Mack, che prese il ruolo di comandante dell'esercito borbonico. Questi mosse guerra contro la Repubblica Romana ed il contingente francese che la difendeva il 23 novembre. I francesi, guidati dai generali MacDonald e Championnet, erano a malapena 8 000 mentre i borbonici quasi il quintuplo.

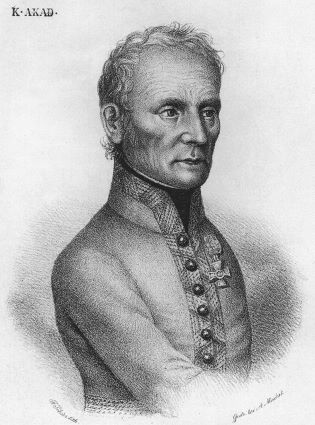
Karl Mack

Nonostante l'ingresso trionfale di Ferdinando IV a Roma il 29 novembre, l'esercito borbonico venne pesantemente respinto dalle forze francesi su quasi tutto il fronte. Prima un distaccamento delle forze napoletane vennero sconfitte a Terni dal generale Lemoine, poi l'esercito principale di Mack fu sconfitto da MacDonald a Civita Castellana: l'abile generale francese aveva sfruttato la divisione in colonne dell'esercito nemico per attaccarle separatamente e respingerlo.
Mack si ritirò nei pressi di Cantalupo e considerò un modo per riprendere l'iniziativa, cercando di sfruttare la superiorità numerica, ancora a suo favore sebbene ridotta rispetto a pochi giorni prima. Prese l'ala destra del suo esercito, affidata al generale austriaco Metsch, e la inviò ad attraversare i monti della Sabina: in questo modo avrebbe potuto interrompere le comunicazioni tra l'ala francese di MacDonald ed il centro di Lemoine. Approfittando di ciò, Mack si sarebbe dovuto muovere in direzione di Terni ed affrontare le forze di Lemoine, che rappresentavano il punto di congiunzione tra le varie armate francesi.
Metsch eseguì la manovra ideata da Mack. Aveva con sé tra 4 500 e 6 000 uomini. Attraversarono i monti del Lazio e giunsero nei pressi di Otricoli. Il generale si aspettava di riuscire ad impegnare le truppe di MacDonald, impegnate nella discesa del Lazio.  Mack, nel frattempo rallentato dall'assenza di imbarcazioni per il trasporto dell'artiglieria pesante, riuscì a completare i preparativi per la manovra solo l'8 dicembre. A quel punto, per rimediare al ritardo, avrebbe dovuto mettersi in marcia immediatamente per rinforzare le forze di Metsch ma rimase fermo a Cantalupo il 9 e coprì metà della distanza che lo separava da Terni solo il giorno successivo. Questa lentezza nella manovra compromise completamente la riuscita del suo piano.

## La battaglia

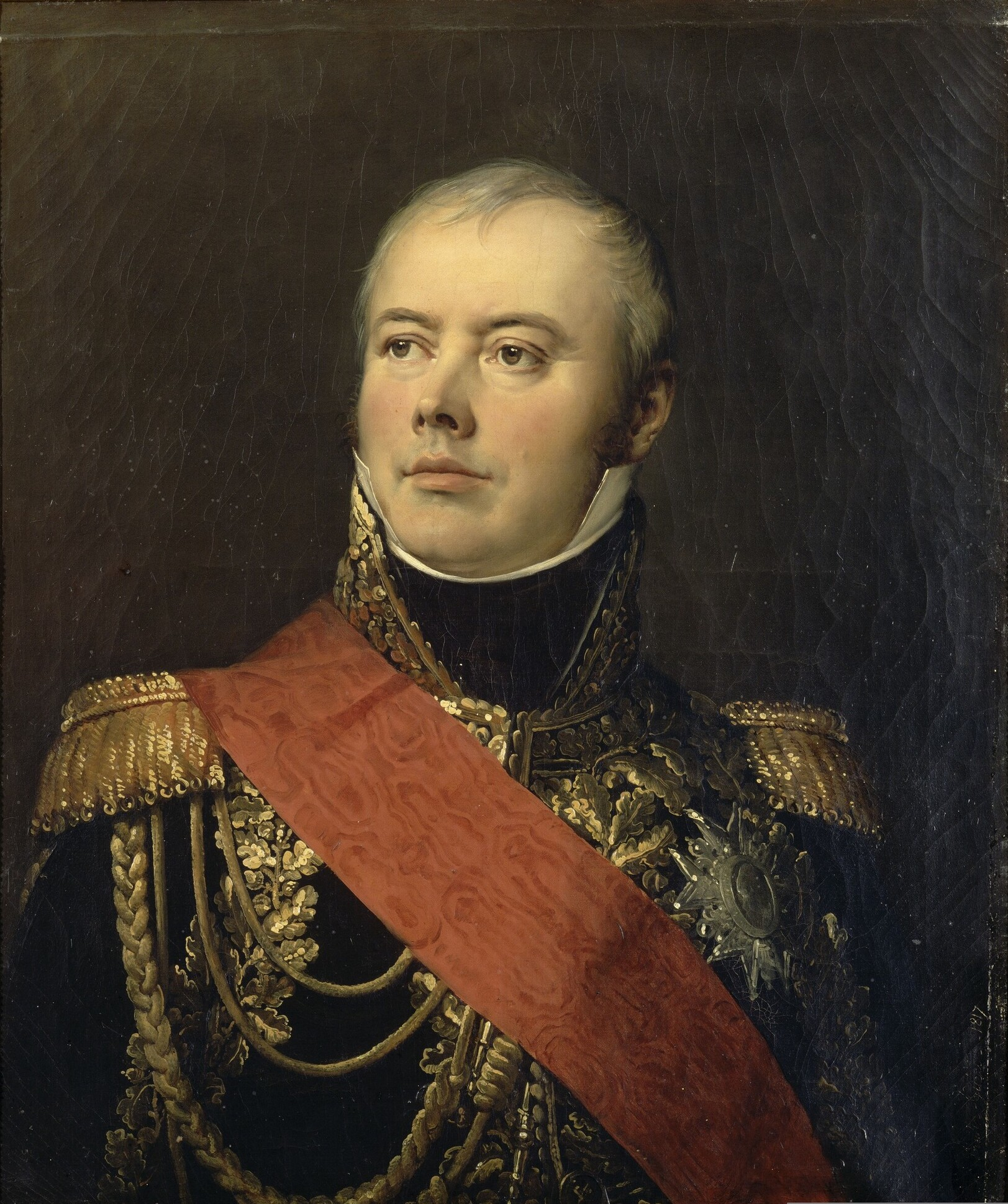
Etienne MacDonald

MacDonald riporta che era venuto a sapere che Mack aveva spostato parte delle sue truppe ad Otricoli, dove in precedenza aveva lasciato i propri feriti e le proprie scorte. Prese una buona parte dei 6000 uomini che aveva e si diresse verso la cittadina, partendo da Borghetto. Arrivati sul luogo avanzarono coperti da una fittissima nebbia. Questo fattore fu determinante: i francesi intuirono la presenza dei napoletani e la loro posizione, rivelata dal fuoco delle loro armi, e poterono avvicinarsi, dato che il nemico non era in grado di fare lo stesso. Dall'esitazione del nemico a colpire, MacDonald capì che non fosse in formazione e decise di passare all'attacco. Partirono alcuni colpi di artiglieria da parte dei napoletani, ma questi non riuscirono al colpire i repubblicani. Alla prima occasione, lanciò la cavalleria, che caricando lungo la strada principale, incrociò la loro avanguardia. Questa, sorpresa, fu completamente distrutta e la batteria che prima aveva colpito il resto dei francesi fu presa.
Come nei precedenti scontri, la determinazione ed esperienza dei francesi ebbe la meglio sui numeri dell'esercito napoletano. Sconfitti sotto le mura di Otricoli, i napoletani si rifugiarono a Calvi. MacDonald venne poi a sapere che gli uomini che aveva appena affrontato avevano fatto strage dei feriti lasciati a Otricoli, dandosi alle violenze e al saccheggio. Decise quindi di inseguirli. Fece richiamare in suo aiuto la brigata del generale Maurice Mathieu ed insieme circondarono la cittadina, erta in cima ad un colle. I napoletani erano superiori in numero, ma carenti in disciplina e morale, e dopo poco tempo chiesero una resa condizionata. MacDonald minacciò di non fare prigionieri e questi si consegnarono senza ulteriori indugi.

## Conseguenze
Il bilancio per i napoletani fu disastroso: 4 000 uomini e 5 cannoni furono catturati a Calvi. Mack avrebbe potuto attaccare gli uomini che MacDonald aveva lasciato a guardia del Tevere, lasciandolo isolato. Non fu così. Saputa della posizione delle sue truppe a Calvi si era inizialmente mosso per raggiungerle ma dopo aver incontrato dei fuggitivi ed aver appreso della resa, ritornò velocemente a Roma. Questa rapida sequenza di successi provocò le prime tensioni tra Championnet e MacDonald, i due generali in capo all'esercito di Roma.
Nel giro di brevissimo tempo, i napoletani furono costretti ad una ritirata progressivamente sempre più caotica e disorganizzata. Nemmeno un mese dopo, la famiglia reale fu costretta alla fuga in Sicilia. Occupata Napoli, i francesi ottennero un armistizio nei primi giorni dell'anno seguente. Il Regno di Napoli fu quindi sostituito da un'altra repubblica filo-giacobina.